# Francesco Artibani

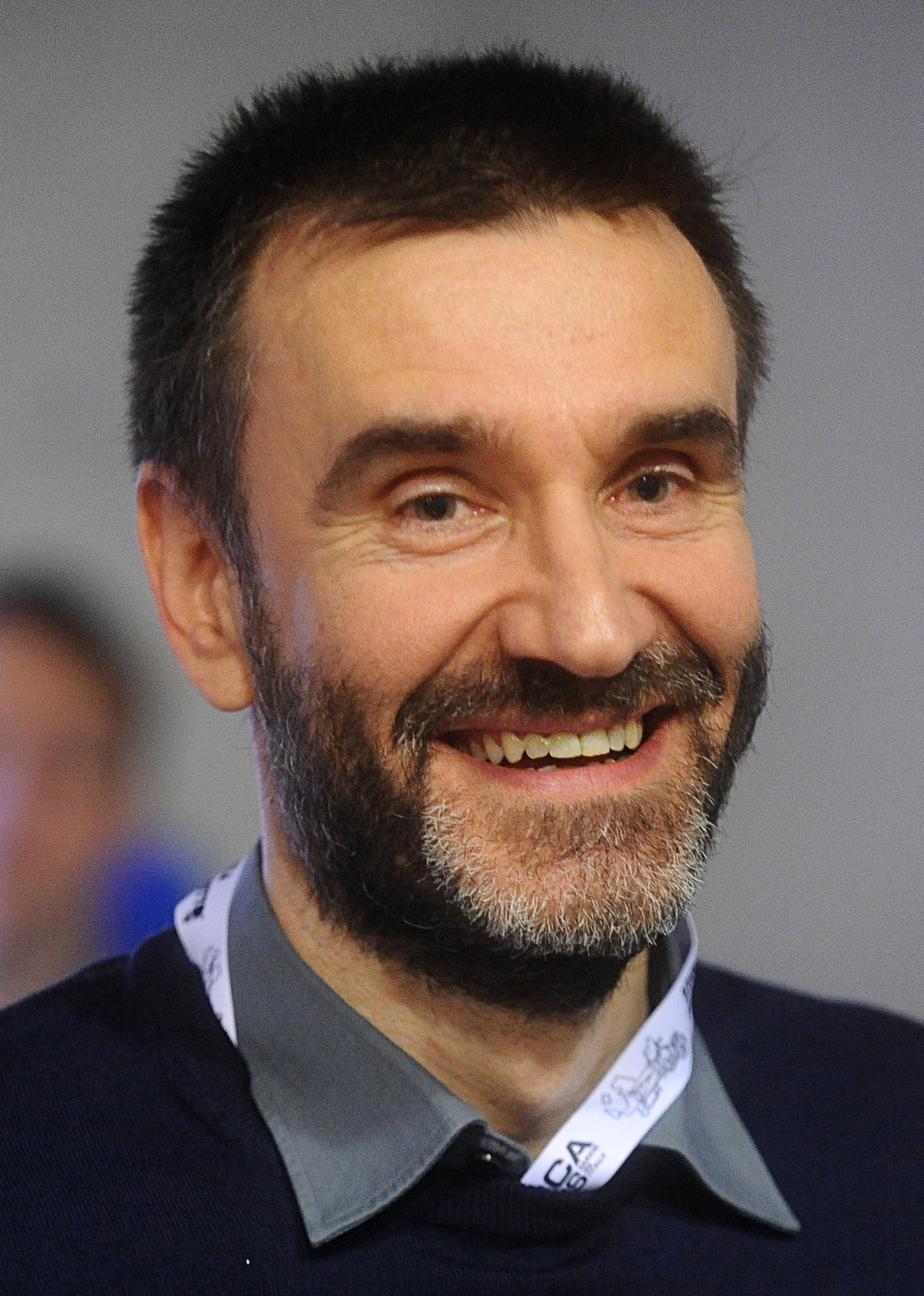
Francesco Artibani a Lucca Comics & Games 2018

Francesco Artibani (Roma, 27 ottobre 1968) è un fumettista e sceneggiatore italiano, attivo dal 1991.

## Biografia
Dà avvio alla carriera di fumettista nel 1991, sceneggiando per la Disney Italia storie che, nel corso del tempo, vengono pubblicate su testate come Topolino, Paperino Mese, PKNA , MMMM e W.I.T.C.H.. 
Sempre a partire dal 1991 intraprende un’intensa collaborazione anche con la casa editrice romana ACME, diretta da Francesco Coniglio, per la quale realizza - occupandosi sia dei testi che dei disegni - strisce inedite dell’Omino Bufo di Alfredo Castelli e sceneggia episodi di Lupo Alberto e Cattivik. Ancora per la ACME, all’interno del mensile Lupo Alberto, disegna la serie umoristica Le nuove avventure di Scardaglione e Maruzzelli, creata da Lello Arena. 
Tra il 1993 e il 1997 è autore dei disegni di tutti gli episodi delle serie a fumetti, entrambe ideate e scritte da Giuseppe Pollicelli, Storie Inquinate e  Il professor Verde, composte di tavole autoconclusive ospitate dal mensile musicale New Age Music and New Sounds.
Abbandonata alla fine degli anni Novanta l’attività di disegnatore, per la Disney Italia crea (da solo o in collaborazione con altri autori) le serie PK,  X-Mickey, Kylion e Monster Allergy, oltre a sceneggiare numerosi episodi di W.I.T.C.H. (sempre per la Disney) e della versione a fumetti delle Winx di Iginio Straffi.
Fra gli altri suoi lavori come sceneggiatore si ricordano due miniserie per la Marvel Italia, rispettivamente dedicate agli X-Men e al Dottor Strange, e il graphic novel Il boia rosso, disegnato nel 2007 da Ivo Milazzo e apparso dapprima in Francia e successivamente in Italia.
Fondatore nel 2002, assieme alla moglie Katja Centomo, dello studio Red Whale, Artibani ha anche contribuito - in qualità di sceneggiatore, supervisore e story editor - a serie animate quali Lupo Alberto, Sopra i tetti di Venezia, Tommy & Oscar e Le straordinarie avventure di Jules Verne.

## Premi e riconoscimenti
Tra i riconoscimenti ottenuti da Artibani figurano il Premio Fumo di China (1998) come Miglior traduttore (per Bone di Jeff Smith), il Premio della Giuria ANAFI (2001), il Premio Attilio Micheluzzi del Napoli Comicon come Miglior sceneggiatore (2002) e, nel 2018, il Premio Papersera.